# RED A03

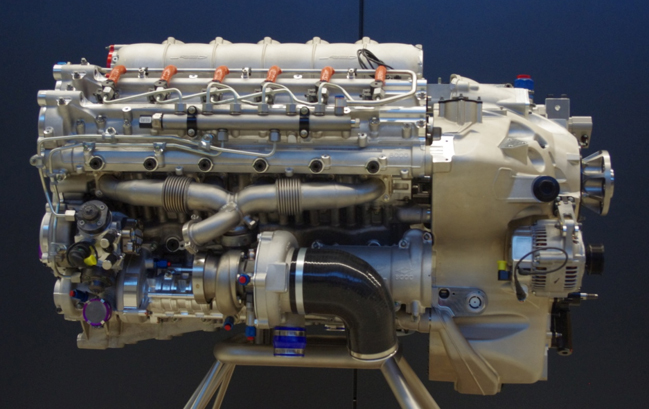
ギアボックスがついた状態のA03

RED A03 はドイツのアーデナウに本拠を置くREDエアクラフト社が開発した液冷4行程V型12気筒の航空用ディーゼルエンジンである。

## 概要
2014年12月に欧州航空安全機関より型式証明を受け、 2016年9月29日にヤコブレフYak-152練習機に搭載されて初飛行をした。
ロシア人のウラジミール・ライクーニン技師が設計したバンク角90度のDOHCエンジンである。乾燥重量250kg、オルタネーター、スターター、潤滑油、ラジエター、プロペラガバナーを含む総重量は320kg(705lbs.) である。またシリンダーの点火の順番は1-7-2-8-4-10-6-12-5-11-3-9で、インテークマニホールド内の空気圧は、飛行高度に応じて、エンジン管理システムによって調整される可変マニホールドである。計画されていた船舶用は3,900回転で出力522kW/700hpの予定だった。
RED A03搭載のYak-152練習機150機を2020年までにロシア連邦国防省が導入する計画である。

## 主要諸元
- 形式： 液冷V型12気筒
- 筒径×行程： 86 mm×88 mm
- 排気量： 6,134 cc
- 全長 : 1,100 mm
- 全幅 : 850 mm
- 全高 : 750 mm
- 乾燥重量：363 kg
- 弁装置 : DOHC
- 過給機 : インタークーラー付きターボチャージャー
- 燃料：TS-1ジェット燃料（またはJet-A1）
- 離昇出力： 500 HP / 2,127 rpm
- 公称出力 : 460 hp / 1,995 rpm
- 燃料供給方式： コモンレール式直噴

## RED A05 300hp V6
RED A05は3550cc V6で計画され、出力 300 hp (220 kW) で離昇出力は280 hp (210 kW) /2127rpm、最高の正味燃料消費率での公称出力は210 g/kW/h (0.35 lb/hp/h) /1995rpmの予定であった。